# Bernard Blaquart
Bernard Blaquart (Roumazières-Loubert, 1957. augusztus 16. –) francia labdarúgócsatár, edző, a Nîmes vezetőedzője.

## Pályafutása

### Edzőként
A játéktól való visszavonulása után edzőként dolgozott, 2004-ben csatlakozott a Ligue 2-ben szereplő Grenoble-hoz. Thierry Goude távozását követően a 2005–2006-os szezon utolsó 8 mérkőzésére a felnőtt csapat vezetőedzőjévé nevezték ki, és a 10. helyre vezette a csapatot. 2012 augusztusában a Tours irányítója lett. 2015 és 2020 között a Nîmes edzője volt.

## Sikerei, díjai
- A France Football a 2016-os év legjobb Ligue 2 edzőjének választotta.[1]